# أناند سينغ (سياسي هندي، مواليد 1939)
أناند سينغ هو سياسي هندي، ولد في 4 يناير 1939. في الانتخابات العمومية الهندية 1984 ‏، انتخب عضو لوك سابها الثامنة ‏ وانتخب عضو لوك سابها السابعة ‏ وفي الانتخابات العمومية الهندية 1989 ‏، انتخب عضو لوك سابها التاسعة ‏ خلال فترته النيابية ‏ (2 ديسمبر 1989 – 13 مارس 1991).